# Gare de Clemency
La gare de Clemency (en luxembourgeois Gare Kënzeg) était une gare ferroviaire luxembourgeoise de la Ligne de l'Attert, située dans la localité de Clemency, ancienne commune aujourd'hui intégrée à la commune de Käerjeng, dans le canton de Capellen.
Elle est mise en service en 1873 par la Compagnie des chemins de fer Prince-Henri. La gare ferme en 1969, en même temps que la section de Pétange à Steinfort de la ligne.

## Situation ferroviaire
Établie à 331 mètres d'altitude, la gare de Clemency était située au point kilométrique (PK) 8,3 de la ligne de l'Attert, entre les gares de Hautcharage et de Kahler.
De 1873 à 1901, elle fut la gare d'origine de la ligne Clemency-Autelbas, courte ligne transfrontalière qui permettait de connecter le réseau Prince-Henri à la Belgique et à la ligne 162, via la gare d'Autelbas, sans passer par le réseau Guillaume-Luxembourg.

## Histoire
La station de Clemency est mise en service le 1er août 1873 par la Compagnie des chemins de fer Prince-Henri lors de l'ouverture de la section de Pétange à Steinfort de la Ligne de l'Attert.
La gare est fermée le 15 avril 1969, en même temps que la section de Pétange à Steinfort de la Ligne de l'Attert.

## Service des voyageurs
Gare fermée le 15 avril 1969. Le bâtiment voyageurs a été reconverti en restaurant (Brasserie Op der Gare Kënzeg, c'est-à-dire À la gare de Clemency), dont de nombreux éléments de la décoration intérieure rappellent le passé ferroviaire du lieu : sémaphores, lanternes à bras, tableaux indicateurs, photos d'époque, etc.